# Yūsuke Santamaria
Yūsuke Santamaria (jap. ユースケ・サンタマリア; * 12. März 1971 in Ōita, Präfektur Ōita; eigentlich Yūsuke Nakayama (中山 裕介, Nakayama Yūsuke)) ist ein japanischer Fernsehproduzent und Schauspieler. Den Künstlernamen Santamaria hat er als Hommage an eines seiner Idole Mongo Santamaría angenommen.

## Debüt
Yūsuke Santamaria startete seine Karriere als Sänger in der Latino Band Bingo Bongo im April 1994 mit dem Album Wild Pitch. Später trat er in der Sendung Asian Beat auf.
Bingo Bongo lösten  sich 1997 auf und Santamaria begann seine Solokarriere im Fernsehen und Radio. Der Durchbruch als Schauspieler kam mit der Serie Odoru Daisōsasen – der später auch die Odoru-Daisōsasen-Kinofilme und die Auskopplung Negotiator Mashita Masatoshi folgten.

## Dorama (Auswahl)
- Home Drama
- Kawa, Itsuka Umi he
- Anata no tonari ni dare ga iru
- Aruganon ni Hanataba wo
- Kaidan Hyaku Shosetsu
- Wedding Planer
- Ginza no Koi
- Number one
- Reisei no Jounetsu no aida
- Imeni ksi to
- Kanduro ine toko
- Andul oki obi
- Sayonara Ozu Sensei
- Rocket boy
- Omiai Kekkon
- Perfect love
- Kizudarake no onna
- Nemureru Mori
- Don’t worry!
- Puff no wild de ikou!
- Odoru daisousasen
- Hanamura doi

## Filmografie (Auswahl)
- 2003: Doppelgänger
- 2005: Negotiator Mashita Masatoshi
- 2006: Udon